# Arzu Sema Canbul
Arzu Sema Canbul (* 14. Juli 1973 in Urach, Deutschland) ist eine ehemalige türkische Fußballnationalspielerin.
Canbul absolvierte für die türkische Frauen-Fußballnationalmannschaft ein Länderspiel. Am 21. Oktober 1995 wurde sie gegen die Auswahl Bulgariens in der 75. Minute eingewechselt. Auf Vereinsebene spielte sie unter anderen für Zara Ekinlispor Istanbul und Dostlukspor Istanbul.